# 서영희 (1939년)
서영희(徐英姬, 1939년 12월 10일~)는 대한민국의 대학 교수, 정치인이다. 제9·10대 국회의원을 지냈다. 본관은 이천이며, 경성부 출신이다.

## 학력
- 이화여자고등학교 졸업
- 이화여자대학교 졸업
- 미국 미주리 대학교 신문대학원 졸업
- 대만 China Academy 명예철학박사

## 약력
- 대한민국헌정회 감사
- 경희대학교 교수
- 정부시책 평가교수
- 한국아마추어무선연맹 이사장
- 한국여성정치연맹 부총재
- 대한민국 방송위원회 대통령선거방송 심의위원
- 전문직여성한국연맹 회장
- 전국여교수연합회 회장
- 1973년 ~ 1979년 : 제9대 국회의원 (유신정우회)
- 1979년 ~ 1980년 : 제10대 국회의원 (유신정우회)
- 민족중흥회 상임고문

## 역대 선거 결과
|  | 0% |

|  | 0% |